# Kurt Eliasson

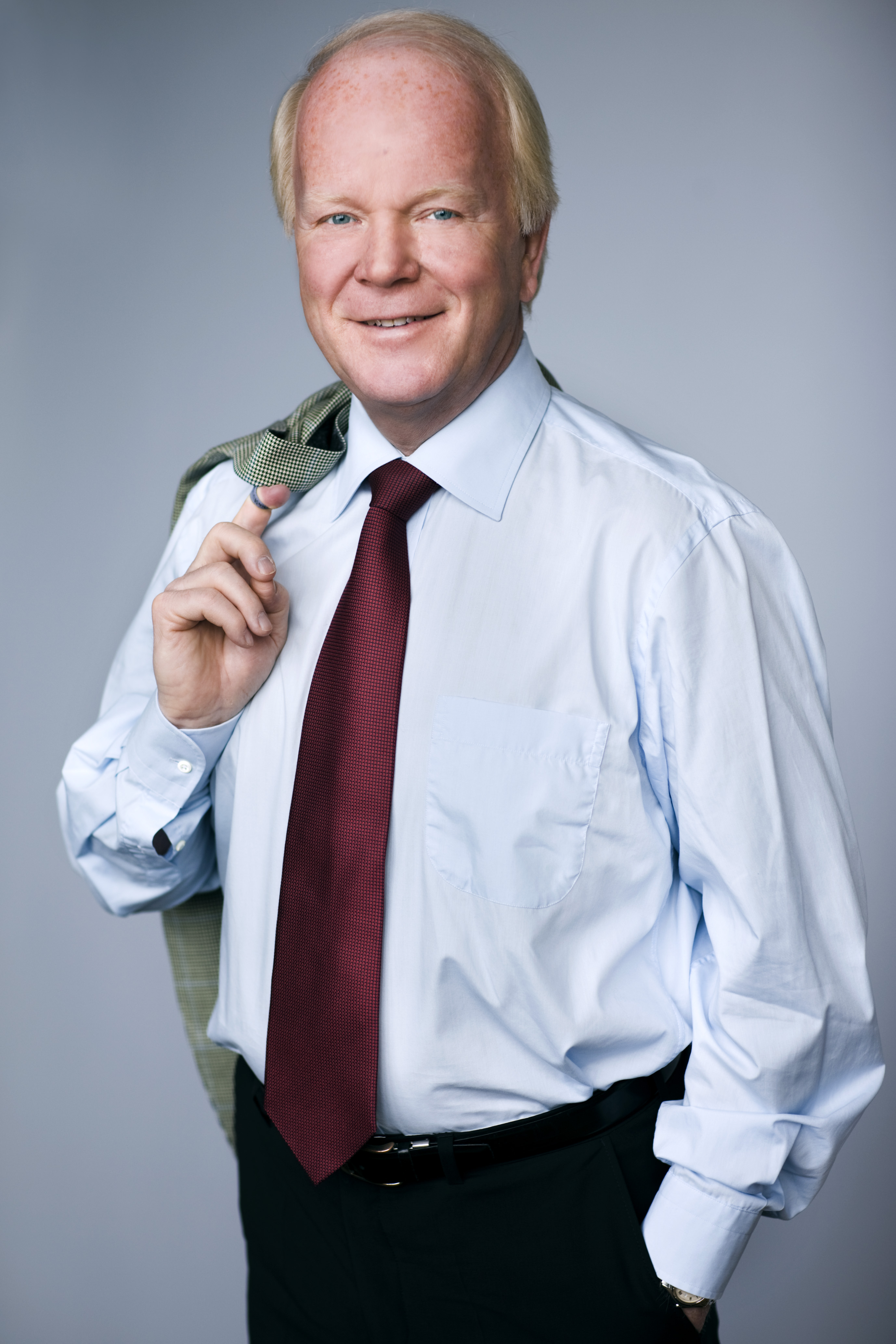
Kurt Eliasson, 2009

Kurt Erik Eliasson, född 17 maj 1950 i Örgryte, Göteborg, är en svensk tidigare företagsledare.
Eliasson var mellan 2006 och 2016 verkställande direktör för bransch- och intresseorganisationen Sveriges Allmännyttiga Bostadsföretag (SABO).

## Karriär
Eliasson utbildade sig till VVS-montör 1967 och började arbeta inom byggsektorn 1968. Han arbetade på flera VVS-firmor fram till dess att han började arbeta som biträdande 1:e ombudsman på Hyresgästföreningen Västra Sverige. Efter fyra år på Hyresgästföreningen blev han direktör på Riksbyggen Göteborg mellan 1980-1993. Därefter tillträdde han som koncernchef och verkställande direktör för Förvaltnings AB Framtiden. 2006 tillträdde han som verkställande direktör för SABO och har arbetat där fram till sin pension 2016.

### Åren på SABO
2006 tillträdde Eliasson posten som vd för SABO där han efterträdde Bengt Owe Birgersson. Lägre byggpriser, nyttan med de allmännyttiga bostadsföretagen, renoveringar och integration i landets bostadsområden är några av de större frågor som han har arbetat med i rollen som verkställande direktör och allmännyttans ansikte utåt.

### Övriga uppdrag i urval
Under åren på Förvaltnings AB Framtiden var Eliasson även ordförande för Göteborgs Hamn AB åren 1995-2007. Ytterligare ett ordförandeskap inleddes 2003, då för Stiftelsen Chalmers Tekniska Högskola och dess finansråd, fram till 2016. Åren 2012-2014 var Elisson ordförande för Housing Europe (Bryssel) som är ett europeiskt nätverk bestående av allmännyttiga, kooperativa och sociala bostadsorganisationer. Ytterligare ett internationellt uppdrag hade Eliasson 2013-2016 som ordförande för Finance Watch i Bryssel. Inom ramen för arbetet som vd på SABO var han även ordförande för NBO (Nordiska bostadsorganisationer) sedan 2010. Samma år blev han ledamot i Kommuninvest AB. Eliasson har även varit ledamot i IFK Göteborg och var ordförande för fotbollsklubben 2001-2003.